# Oustalets looftiran
Oustalets looftiran (Phylloscartes oustaleti) is een zangvogel uit de familie tirannen (Tyrannidae).

## Vondst en naamgeving
Het holotype werd verzameld in de staat Bahia door de Oostenrijkse zoöloog Johann Natterer. Op basis van het holotype beschreef de Britse ornitholoog Philip Lutley Sclater in 1887 voor het eerst deze soort. Hij noemde deze soort Leptogon oustaleti ter ere van de Franse zoöloog Émile Oustalet.

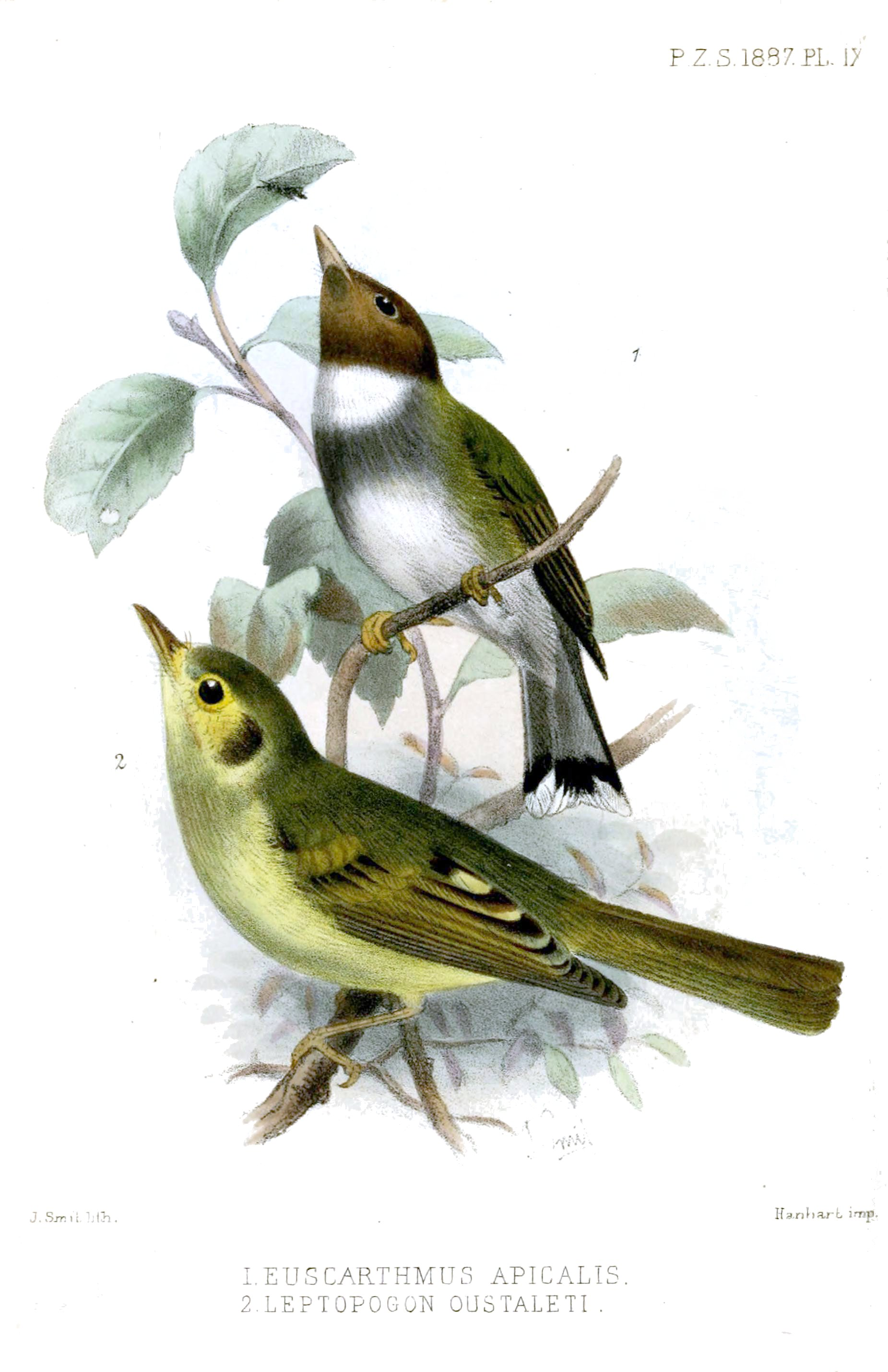

## Kenmerken
Oustalets looftiran is 13 centimeter groot. Het is een middelgrote vogel met een lange staart. De vogel heeft een tweekleurig verenkleed: de bovenzijde is groenachtig en de onderzijde is crèmekleurig. Verder wordt deze vogel gekenmerkt door een gele oogring.

## Verspreiding en leefgebied
Deze vogel is endemisch in Brazilië en komt daar enkel voor in de staten Santa Catarina, Paraná, São Paulo, Rio de Janeiro, Espírito Santo, Minas Gerais en Bahia.
De natuurlijke leefgebieden zijn subtropische of tropische vochtige laagland bossen op een hoogte tussen de 500 en 900 m boven zeeniveau. Deze leefgebieden liggen in het bioom Atlantisch Woud.

## Voeding
Oustalets looftiran voedt zich met insecten (vooral vliegen).

## Status
De soort wordt bedreigd door habitatverlies. Door ontbossing en versnippering van het leefgebied nemen de populaties in aantal af. Omdat de snelheid van afname nog redelijk beperkt is staat de Oustalets looftiran toch als niet bedreigd op de Rode Lijst van de IUCN.